# Протославянские диалекты

Графическая модель дивергенции славянских языков, использующая принципы глоттохронологии. Составлена П. Новотной и В. Блажеком

Протославя́нские (дославя́нские) диалекты (от греч. προτοῦ — «первый» + славянский) — гипотетические диалекты праиндоевропейского языка, предшествовавшие выделению праславянского языка; они соответствуют самым архаичным чертам славянских языков.
Протославянские диалекты могли сохранять черты ностратических и более ранних диалектов, которые проявлялись и во многих других диалектах протоиндоевропейства (Изоглосса кентум-сатем и т. д.)
Фонетические процессы протославянского диалекта позднего праиндоевропейского языка реконструируются на основе закономерных звуковых соответствий в родственных языках: литовском, древнеиндийском, греческом, латинском, готском и др.
По оценкам О. Н. Трубачёва, «попытки точно датировать „появление“ праславянского языка теряют свою актуальность в языкознании». И вопрос ныне не в том, что «древняя история праславянского может измеряться масштабами II и III тысячелетия до н. э., а в том, что мы в принципе затрудняемся даже условно датировать „появление“ или выделение праславянского или праславянских диалектов из индоевропейского именно ввиду собственных непрерывных индоевропейских истоков славянского».
В то же время особая близость славянских и балтийских языков затрудняет различение протославянских и протобалтийских диалектов. По мнению В. Н. Топорова, протославянские диалекты входили в единый балто-славянский диалектный континуум.